# جان دیویس (دروازه‌بان)
جان دیویس (انگلیسی: John Davies؛ زادهٔ) بازیکن فوتبال اهل بریتانیا است.
از باشگاه‌هایی که در آن بازی کرده‌است می‌توان به باشگاه فوتبال اشتون یونایتد، باشگاه فوتبال پورت ویل، و باشگاه فوتبال منچستر یونایتد اشاره کرد.